# Aparna Brielle
Aparna Brielle (nacida Aparna Parthasarathy; Clackamas, 5 de febrero de 1994) es una actriz estadounidense, reconocida por interpretar el papel de Sarika Sarkar en la serie de televisión de NBC A.P. Bio y por sus colaboraciones con el director Kevin Smith.

## Carrera
En 2014, Brielle hizo su debut televisivo en el drama sobrenatural Grimm de la NBC. En 2015 apareció en The Librarians de TNT y en 2016 en la efímera Cooper Barrett's Guide to Surviving Life de Fox.
En 2017 Brielle fue elegida para interpretar el papel de Sarika en la comedia de la NBC A.P. Bio, que se estrenó en 2018. También interpretó a Lorna Reddy en Dead Girls Detective Agency, uno de los nuevos programas digitales producidos por NBCUniversal y Snap Inc. como parte de su serie Snap Originals. La primera temporada comenzó a emitirse el 22 de octubre de 2018.
A principios de 2019 Brielle encarnó a Jihad en Jay and Silent Bob Reboot, película de Kevin Smith estrenada el 15 de octubre de ese mismo año. El 12 de mayo de 2020 se reveló que Brielle había conseguido un papel en la secuela del largometraje Mallrats como Banner Bruce, hija de Brodie Bruce (Jason Lee) y Rene Mosier (Shannen Doherty). Esto marca su segunda colaboración con el director Kevin Smith.

## Filmografía

### Televisión
| Año       | Título                                   | Papel           | Notas            |
| --------- | ---------------------------------------- | --------------- | ---------------- |
| 2014      | Grimm                                    | Jenny           | 1 episodio       |
| 2015      | The Librarians                           | Mesera          | 1 episodio       |
| 2016      | Cooper Barrett's Guide to Surviving Life | Mujer atractiva | 1 episodio       |
| 2018–2020 | A.P. Bio                                 | Sarika Sarkar   | Elenco principal |
| 2022      | Boo, Bitch                               | Riley           | Elenco principal |
| 2023      | Fubar                                    | Tina            | Elenco principal |

### Cine
| Año  | Título                    | Papel        | Notas                 |
| ---- | ------------------------- | ------------ | --------------------- |
| 2019 | Jay and Silent Bob Reboot | Jihad        | Debut cinematográfico |
| 2020 | Twilight of the Mallrats  | Banner Bruce |                       |

### Web
| Año  | Título                      | Papel       | Notas            |
| ---- | --------------------------- | ----------- | ---------------- |
| 2013 | Infinite Issues             | Lylyth      | Elenco principal |
| 2017 | Girly Tales                 | Conductora  | 1 episodio       |
| 2018 | Dead Girls Detective Agency | Lorna Reddy | Elenco principal |